# Finale della Coppa Libertadores 2017
La finale della 58ª edizione della Coppa Libertadores si disputò, in gara doppia, fra i brasiliani del Grêmio e gli argentini del Lanús.
A portarsi a casa il trofeo fu il Tricolor, che grazie ad un risultato complessivo di 3-1 (vittoria 1-0 all'andata) vinse la sua terza, e finora ultima, edizione del torneo.
Vincendo la competizione, il Grêmio ebbe il diritto di partecipare alla Coppa del mondo per club del 2017 e alla Recopa Sudamericana 2018.
Il Lanús raggiunse la prima finale di Libertadores nella sua storia dopo aver sbaragliato il quotatissimo River Plate in semifinale.

## Le squadre
| Squadre | Partecipazioni precedenti (il grassetto indica la vittoria) |
| ------- | ----------------------------------------------------------- |
| Grêmio  | 4 (1983, 1984, 1995, 2007)                                  |
| Lanús   | Nessuna                                                     |

## Sede
La CONMEBOL, come di consueto, stabilì la formula dell'andata e ritorno per la finale. Perciò, le squadre si affrontarono una volta ciascuna in casa dell'altra.

## Il cammino verso la finale

### Grêmio
Il Tricolor, qualificato alla competizione in virtù del trionfo nella precedente edizione della Coppa Nazionale, venne sorteggiato nel girone 8 insieme ai paraguaiani del Guaraní, ai venezuelani dello Zamora e ai cileni in maglia celeste del Deportes Iquique. L'esordio fu buono, un 2-0 allo Stadio Agustín Tovar contro lo Zamora, e lo fu anche il primo match in casa, davanti ai 50 000 dell'Arena do Grêmio, quando il Deportes Iquique venne sconfitto da uno spettacolare 3-2. La prima e unica sconfitta giunse proprio nella sfida di ritorno, alla giornata 5, in Cile (2-1), ma ormai il Grêmio si era già qualificato agli ottavi grazie alla vittoria, per 4-1, ottenuta contro il Guaraní nella giornata precedente. I brasiliani, dopo lo schiacciante successo contro lo Zamora nell'ultimo turno (4-0), vinsero il proprio girone di qualificazione con 13 punti, frutto di 4 vittorie, una sconfitta ed un pareggio.
Agli ottavi, il Grêmio superò con un 3-1 complessivo gli argentini del Godoy Cruz, guadagnandosi dunque l'accesso al derby brasiliano contro il Botafogo dei quarti. La squadra di Porto Alegre riuscì a stento a cavarsela e ad ottenere il pass per le semifinali, superando gli avversari per 1-0 nella sfida di ritorno dopo il pareggio a reti bianche maturato in trasferta. Molto più semplici furono invece le semifinali (avversario il Barcelona di Guayaquil), archiviate già all'andata con un perentorio 0-3, rendendo indolore la sconfitta per 1-0 del ritorno. Il Grêmio tornò dunque a disputare una finale di Coppa Libertadores per la prima volta dal 2007 (in quel caso, il Tricolor venne sconfitto per 5-0 dal Boca Juniors), cioè dopo esattamente 10 anni.

### Lanús
Los Granate si qualificarono alla Coppa Libertadores 2017 in qualità di campioni d'Argentina in carica, tornando a giocare la massima competizione confederale per club dopo tre stagioni d'assenza e venendo inseriti nel gruppo 7, con Nacional, Chapecoense e Zulia. Il debutto non fu dei migliori, data la sconfitta per 1-0 contro gli uruguaiani, ma arrivò un pronto riscatto da parte degli argentini, che superarono infatti per 1-3 la Chapecoense alla giornata numero 2. La vittoria per 5-0 contro lo Zulia all'ultima di andata confermò le buone sensazioni intorno al Lanús, che ottenne un pareggio in Venezuela per 1-1 prima di qualificarsi matematicamente al turno successivo, grazie alla vittoria a tavolino contro la Chapecoense alla penultima (sul campo gli argentini avevano perso 1-2). I granata chiusero il girone con una vittoria (1-0) sul Nacional, classificandosi al 1º posto con 13 punti.
Avversario degli ottavi fu il Club The Strongest di La Paz, battuto con un risultato complessivo di 2-1. Più rocambolesca si rivelò essere la doppia sfida dei quarti, un derby albiceleste contro il San Lorenzo di Buenos Aires, sconfitto soltanto ai tiri di rigore dopo aver vinto 2-0 l'andata e perso con il medesimo risultato il ritorno. Tuttavia, il cammino del Lanús sembrò destinato ad interrompersi in semifinale, quando le urne lo misero di fronte al River Plate, forte dell'eroica rimonta compiuta ai quarti (8-0 al Wilstermann dopo aver perso 3-0 l'andata) nonché vincitore della Coppa Libertadores di due anni prima (e futuro campione della competizione dell'anno dopo). L'andata parve confermare le aspettative: i Millionarios vinsero 1-0 e poterono giocarsi il ritorno con 2 risultati su 3, ma al Ciudad de Lanús, una settimana dopo, davanti ad un tutto esaurito i granata vinsero 4-2 e si guadagnarono l'accesso alla prima finale di Coppa Libertadores nella propria storia.

### Tabella riassuntiva del percorso
Nota: il punteggio della squadra di casa è sempre indicato per primo (C: Casa; T: Trasferta)
| Squadra      | Pt | G |
| ------------ | -- | - |
| Grêmio       | 13 | 6 |
| Guaraní      | 11 | 6 |
| Dep. Iquique | 10 | 6 |
| Zamora FC    | 0  | 6 |

| Squadra     | Pt | G |
| ----------- | -- | - |
| Lanús       | 13 | 6 |
| Nacional    | 8  | 6 |
| Chapecoense | 7  | 6 |
| Zulia       | 5  | 6 |

## La finale

### Andata
La gara d'andata si disputò il 23 novembre in casa del Grêmio, a Porto Alegre davanti ai 55 000 spettatori dell'Arena do Grêmio. Il mister dei locali, Renato Portaluppi, dispose i suoi uomini in un tipico e collaudato 4-2-3-1, schierando in mediana il 21enne Arthur Melo (promesso sposo dei top club europei) accompagnato da Siqueira, alle spalle dei tre uomini sulla trequarti, cioè Fernandinho, Luan e Ramiro, lasciando il compito di guidare l'attacco a Lucas Barrios. In porta, come al solito, Marcelo Grohe, protetto dal quartetto difensivo formato da Bruno Cortês e Edílson sulle fasce e Walter Kannemann con Pedro Geromel al centro. 4-3-3 invece per il Lanús di mister Jorge Almirón, che vide, davanti al numero 1 Andrada, Maximiliano Velázquez e José Gómez giocati terzini, Diego Luis Braghieri con García al centro difesi da Ivan Marcone, regista, e Román Martínez, schierato mezzala insieme a Nicolas Pasquini. Ad accompagnare le giocate dell'unica punta, José Sand, due velocisti sui due out, ossia Lautaro Acosta e Alejandro Silva.
La partita, giocata nella bolgia del tifo Tricolor, visse un sostanziale equilibrio nel primo tempo (con una leggera supremazia territoriale dei locali), con tentativi di attacco da entrambe le parti ma senza una vera e propria azione pericolosa fino al minuto 34: un passaggio sul limite dell'area liberò Martinez per il tiro, che arrivò forte e centrale e che Grohe riuscì in qualche modo a respingere. Nonostante l'approccio aggressivo dei brasiliani, fu ancora il Lanús a creare un'azione importante per trovare il vantaggio: su un calcio d'angolo battuto da Silva staccò imponentemente di testa il numero 6 Braghieri, il quale indirizzò la palla verso l'angolo basso destro e costrinse Grohe al miracolo per evitare il gol. Il primo tempo si chiuse dopo un minuto di recupero, e al rientro in campo dopo l'intervallo si assistette ad un Grêmio propositivo, padrone del possesso palla, che amministrava il gioco ma che creò la prima opportunità solo al 57', quando un preciso destro da 23 metri di Cortês venne respinto in angolo da Andrada. Ancora i bianco-nero-azzurri tentarono di portarsi in vantaggio al 63', ma il colpo di testa di Siqueira terminò a lato di pochi centimetri a portiere battuto. La partita non vide altri tiri in porta per buona parte dei restanti minuti, ma all'83' arrivò l'inaspettato gol: Cícero, mediano 33enne entrato al minuto 72 per Siqueira, fu bravissimo ad approfittare della sponda di testa di Jael, altro subentrato, e a spedire, dopo uno stop, il pallone in rete. Il vantaggio gettò nell'apoteosi il pubblico di casa, mentre il Lanús non riuscì mai a rendersi pericoloso per Grohe (pur recriminando due possibili rigori). L'ultima immagine del match fu una violenta protesta, che durò anche dopo la fine dell'incontro, da parte dei giocatori del Grêmio: gli uomini di Portaluppi contestarono all'arbitro la decisione di non assegnare, al 95', un rigore che sembrava essere netto per fallo in area su Edílson. L'episodio generò la rabbia anche del presidente del Tricolor Bolzan e di Portaluppi stesso, il quale arrivò a definire la partita "pilotata".

### Ritorno
In vista del ritorno, il pubblico granata prese d'assalto, come prevedibile, le biglietterie dello stadio, polverizzando in poche ore i 47 000 tagliandi disponibili. La formazione anti-Grêmio del tecnico Almirón era per 10/11 uguale a quella messa in campo a Porto Alegre, con l'unica eccezione rappresentata da Marcelo Herrera difensore centrale, al posto dell'indisponibile Braghieri. Totalmente speculare all'andata fu invece l'undici schierato da Portaluppi, il quale decise di utilizzare lo stesso modulo e gli stessi interpreti del match di una settimana prima (a parte Bressan per Kannemann).
La spinta del Ciudad de Lanús parve conferire grinta e volontà di lottare ai granata, che presero sin dai primi palloni il pallino del gioco e lo amministrarono, creando qualche imbarazzo alla difesa ospite ma senza provocare veri e propri problemi alla porta di Grohe. L'iniziale supremazia dei locali non intimorì però il Grêmio, che anzi alla prima opportunità passò a condurre: Fernandinho si impossessò della sfera, scartò due avversari e spedì alle spalle di Andrada un potentissimo tiro, mettendo a referto un gol meraviglioso. Nonostante il tabellino dicesse 0-1 e il tifo si fosse un po' spento, il Lanús reagì immediatamente, costringendo Grohe al miracolo per evitare che la velenosissima punizione di Velázquez terminasse in rete. Gli argentini, però, si videro crollare addosso il mondo quando, al 42', Luan si incuneò di forza in area, superò in velocità la difesa granata e siglò lo 0-2 con un preciso pallonetto. I tifosi del Tricolor, giunti in massa da Porto Alegre, iniziarono dunque un vero e proprio spettacolo nel settore ospiti, sentendo ormai a portata di mano la vittoria. Nella seconda frazione, il Grêmio amministrò il punteggio, rischiando comunque moltissimo alla prima chance concessa ai locali, i quali centrarono un palo con Sand al 57'. Arrivò anche la rete di costui, un rigore trasformato con glaciale freddezza al 71', fissando definitivamente il punteggio sull'1-2. Si scatenò allora la festa in Brasile e fra i tifosi bianco-nero-azzurri giunti in Argentina, al settimo cielo per il terzo trionfo complessivo nella competizione, il primo dal 1995. Il Lanús uscì sconfitto fra gli applausi del proprio pubblico; da allora, los Granate non sono più tornati nella massima competizione confederale per club.
Portaluppi diventò, inoltre, il primo allenatore brasiliano a trionfare in Coppa Libertadores.

### Tabellini

#### Andata
| Arbitro: | Julio Bascuñán González |

|            |           |  |
| Cícero 83’ | Marcatori |  |

| Grêmio | Lanús |

|                   |    |                                  |  |
|                   |    |                                  |  |
| P                 | 1  | Marcelo Grohe                    |  |
| D                 | 12 | Bruno Cortês                     |  |
| D                 | 4  | Walter Kannemann 41’             |  |
| D                 | 3  | Pedro Geromel                    |  |
| D                 | 2  | Edílson                          |  |
| C                 | 25 | Jailson Marques Siqueira 44’ 72’ |  |
| C                 | 29 | Arthur Melo                      |  |
| C                 | 21 | Fernandinho 57’                  |  |
| C                 | 7  | Luan                             |  |
| C                 | 17 | Ramiro Benetti                   |  |
| A                 | 18 | Lucas Barrios 74’                |  |
| Sostituzioni:     |    |                                  |  |
| P                 | 24 | Paulo Victor Vidotti             |  |
| A                 | 9  | Jael 74’                         |  |
| C                 | 27 | Cícero 72’ 74’ 83’               |  |
| A                 | 11 | Everton 57’                      |  |
| D                 | 22 | Bressan                          |  |
| D                 | 16 | Léo Moura                        |  |
| C                 | 5  | Michel                           |  |
| Allenatore:       |    |                                  |  |
| Renato Portaluppi |    |                                  |  |

| P             | 28 | Esteban Andrada               |
| D             | 3  | Maximiliano Velázquez 76’ 79’ |
| D             | 6  | Diego Luis Braghieri 90+5’    |
| D             | 23 | Rolando García 41’            |
| D             | 4  | José Gómez                    |
| C             | 21 | Nicolas Pasquini              |
| C             | 10 | Román Martínez                |
| C             | 30 | Iván Marcone                  |
| A             | 7  | Lautaro Acosta 24’            |
| A             | 9  | José Sand                     |
| A             | 16 | Alejandro Silva               |
| Sostituzioni: |    |                               |
| P             | 1  | Fernando Monetti              |
| A             | 17 | Germán Denis                  |
| D             | 2  | Marcelo Herrera               |
| D             | 22 | Santiago Zurbriggen           |
| C             | 19 | Nicolás Aguirre 79’           |
| C             | 24 | Leandro Maciel                |
| C             | 25 | Marcelino Moreno              |
| Allenatore:   |    |                               |
| Jorge Almirón |    |                               |

#### Ritorno
| Arbitro: | Enrique Cáceres |

|                 |           |                          |
| Sand 71’ (rig.) | Marcatori | 27’ Fernandinho 42’ Luan |

| Lanús | Grêmio |

|               |    |                               |  |
|               |    |                               |  |
| P             | 28 | Esteban Andrada               |  |
| D             | 3  | Maximiliano Velázquez 21’ 88’ |  |
| D             | 2  | Marcelo Herrera 66’           |  |
| D             | 23 | Rolando García 6’             |  |
| D             | 4  | José Gómez                    |  |
| C             | 21 | Nicolas Pasquini              |  |
| C             | 10 | Román Martínez                |  |
| C             | 30 | Iván Marcone                  |  |
| A             | 7  | Lautaro Acosta 24’            |  |
| A             | 9  | José Sand 71’ (rig.)          |  |
| A             | 16 | Alejandro Silva 71’ 78’       |  |
| Sostituzioni: |    |                               |  |
| P             | 1  | Fernando Monetti              |  |
| A             | 17 | Germán Denis 88’              |  |
| C             | 14 | Matías Rojas 78’              |  |
| D             | 22 | Santiago Zurbriggen           |  |
| C             | 19 | Nicolás Aguirre               |  |
| C             | 24 | Leandro Maciel                |  |
| C             | 25 | Marcelino Moreno 66’          |  |
| Allenatore:   |    |                               |  |
| Jorge Almirón |    |                               |  |

| P                 | 1  | Marcelo Grohe                |
| D                 | 12 | Bruno Cortês 71’             |
| D                 | 22 | Bressan 82’                  |
| D                 | 3  | Pedro Geromel                |
| D                 | 2  | Edílson 71’                  |
| C                 | 25 | Jailson Marques Siqueira 44’ |
| C                 | 29 | Arthur Melo 52’              |
| C                 | 21 | Fernandinho 27’              |
| C                 | 7  | Luan 42’                     |
| C                 | 17 | Ramiro Benetti 83’, 83’      |
| A                 | 18 | Lucas Barrios 76’            |
| Sostituzioni:     |    |                              |
| P                 | 24 | Paulo Victor Vidotti         |
| D                 | 15 | Rafael Thyere 82’            |
| C                 | 27 | Cícero 76’                   |
| A                 | 11 | Everton                      |
| A                 | 9  | Jael                         |
| D                 | 16 | Léo Moura                    |
| C                 | 5  | Michel 52’                   |
| Allenatore:       |    |                              |
| Renato Portaluppi |    |                              |